# Antoine François de Fourcroy

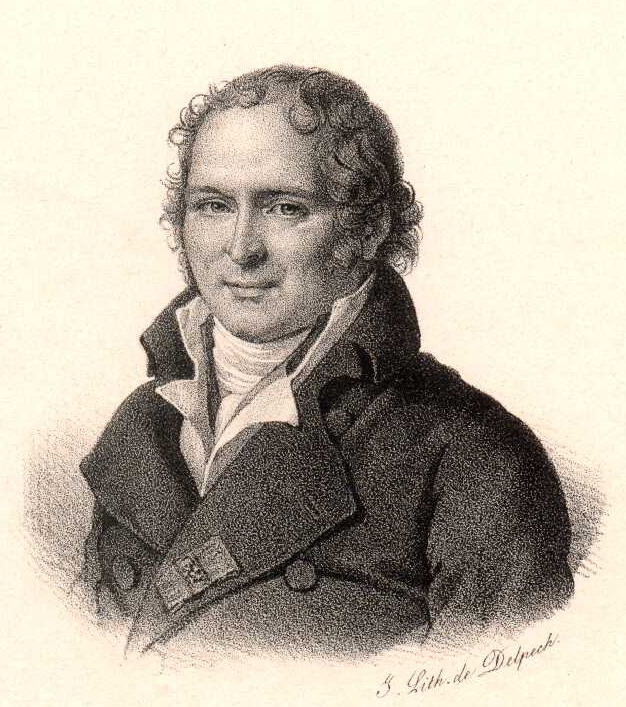
Antoine François de Fourcroy.

Antoine François, compte de Fourcroy (Parijs, 15 juni 1755 - aldaar, 16 december 1809) was een Frans scheikundige, entomoloog, staatsman en hoogleraar onder andere aan de École polytechnique en de École de Médecine.

## Biografie
Antoine François de Fourcroy werd geboren als zoon van een apotheker. Op aanraden van Félix Vicq-d'Azyr, een Frans fysicus en anatoom, ging hij geneeskunde studeren. Na heel wat problemen tijdens zijn studies behaalde hij uiteindelijk de graad van doctor in de geneeskunde. Echter, tijdens zijn opleiding aan de École de Médecine was hij reeds gefascineerd geraakt door de chemie en hij hield zich voor zijn werk hierin voort te zetten.
In 1785 publiceerde Fourcroy samen met Étienne Louis Geoffroy Entomologia Parisiensis, sive, Catalogus insectorum quae in agro Parisiensi reperiuntur (Latijn voor Entomologie van Parijs, ofwel de Catalogus der insecten die op de Parijse akkers worden gevonden), een werk dat veel heeft bijgedragen tot de taxonomie van de insecten.
Fourcroy maakte in woord en geschrift naam als didacticus van de chemie en gaf met Lavoisier, Berthollet en Guyton de Morveau in 1787 de Méthode de nomenclature chimique uit, die de grondslagen van de moderne chemische nomenclatuur bevat, gebaseerd op de zuurstoftheorie van Lavoisier. In 1801 werd hij verkozen als lid van de Kungliga Vetenskapsakademien, de koninklijke Zweedse academie voor wetenschappen. Van 1802 tot 1808 was hij minister van Onderwijs. Naast zijn wetenschappelijke activiteiten was hij ook de bedenker van de vruchtenlikeur Mandarine Napoléon.
Fourcroy ligt begraven op het Cimetière du Père-Lachaise in Parijs.

## Werk
- Méthode de nomenclature chimique (1787)
- Philosophie chimique, ou Vérités fondamentales de la chimie moderne, disposées dans un nouvel ordre (1792)
- Système des connaissances chimiques et de leurs applications aux phénomènes de la nature et de l'art (11 delen, 1801)

- Bibsys: 1045790
- Biblioteca Nacional de España: XX4744701
- Bibliothèque nationale de France: cb12375337s (data)
- Catàleg d'autoritats de noms i títols de Catalunya: 981058512802006706
- CiNii: DA12856803
- Gemeinsame Normdatei: 116677635
- International Standard Name Identifier: 0000 0001 2125 303X
- Library of Congress Control Number: n84102152
- Base Léonore: LH//1011/64
- Mathematics Genealogy Project: 158735
- Nationale Bibliotheek van Tsjechië: nlk20000085667
- Nationale bibliotheek van Australië: 35955803
- Nationale Bibliotheek van Israël: 987007277920805171
- Nederlandse Thesaurus van Auteursnamen: 07398325X
- LIBRIS: 252659
- SNAC: w6s18d60
- Système universitaire de documentation: 085823686
- Trove: 1161863
- Virtual International Authority File: 27146082
- WorldCat: E39PBJd3MWjgdcQk8rYtttbKh3